# Георг Абрахам фон Арним
Георг Абрахам фон Арним (на немски: Georg Abraham von Arnim; * 27 март 1651 в Бойценбург в Бранденбург; † 19 май 1734 в Зуков или в Берлин) от род Арним в Бойтценбург е генерал-фелдмаршал, амтс-хауптман в Грюнинген (Венцлов), също наследствен господар в Зуков, Щегелитц, Флит (във Флит-Щегелиц в Бранденбург), Зихов (в Бранденбург).

## Биография
Син е на Георг Вилхелм фон Арним (1612 – 1673), директор на Укермарк, и съпругата му Барбара Сабина фон Хоендорф-Фалкенхаген († 1693). Той е шестото от 14 деца. Брат му Якоб Дитлоф фон Арним (1645 – 1689) е кур-бранденбургски полковник на кавалерията.
Георг Абрахам фон Арним отива на 16 години в пехотинската гврадия на Фридрих Вилхелм фон Бранденбург. След три години 1671 г. той отива във войската на епископа на Оснабрюк Ернст Август и става знаменосец. През 1672 г. той е във войската на Фридрих Вилхелм фон Бранденбург, която се изпраща в Холандия. Там той става лейтенант в регимент и 1678 г. майор.
През 1686 г. е в регимента на императора в Унгария и е ранен при обсадата на Пеща. През 1688 г. марширува с гарда-регимента си в Саксония. В зимния лагер в Аахен е повишен на полковник и 1690 г. става командант на Берлин. В Прусия на 2 февруари 1707 г. става командир на новия охранителен регимент на краля.
На 23 май 1715 г. кралят го прави в лагера в Щетин сухопътен генерал и го награждава с орден Черен орел. Получава главното командване. След мира се оттегля в имението си Зуков. На 28 май 1728 г. е повишен на генерал-фелдмаршал.
На 21 септември 1731 г. се пенсионира. Започва строеж на нова барокова къща в Зуков, но умира на 1 май 1734 г. Голямото шествие с трупа му минава през Берлин. Погребан е в Боиценбург.

## Фамилия
Георг Абрахам фон Арним се жени за Анна София Хелена фон Ор (* 9 февруари 1669; † 1 март 1702), дъщеря на Йохан Каспар фон Ор († 1685) и Хедвиг Беата фон Шлита – фон Гьорц. Те имат 12 деца:
- Сабина Хедвиг фон Арним (* 1 януари 1688; † 12 март 1689)
- Хелена Юлиана/Сабина Хедвиг фон Арним (* 18 декември 1688; † януари 1762), омъжена за Фридрих Вилхелм фон Панвитц († 25 април 1731)
- Вилхелмина София фон Арним (* 18 декември 1688; † 8 април 1751), омъжена 1706 г. за полковник Волф/Вулф Кристоф фон Бланкензее (* 1676; † 29 юли 1717)
- Филипина Елизабет фон Арним (* 17 септември 1690; † 4 септември 1746), мъжена за Якоб Вивигенц фон Арним (* 10 август 1682; † 19 февруари 1748) (* 10 август 1682; † 19 февруари 1748), син на чичо ѝ Якоб Дитлоф фон Арним (1645 – 1689) и Еуфемия фон Бланкенбург (1644 – 1712)
- Якобина Шарлота фон Арним (* 17 октомври 1691; † 3 октомври 1701)
- Сабина Хедвиг фон Арним (* 27 ноември 1692; † 27 август 1701)
- Георг Каспар фон Арним (* 28 октомври 1694; † 1 март 1697)
- Албрехт Вилхелм фон Арним (* 8 юли 1696; † 7 юли 1700)
- Йохан Бернд фон Арним (* 25 май 1697; † 26 август 1700)
- Леонора Кристиана фон Арним (* 16 октомври 1698; † 1 юли 1700)
- Йохана Августа фон Арним (* 29 януари 1700; † януари 1763), омъжена 1721 г. за фрайхер Фридрих фон Бюлов (* 18 януари 1698; † 18 май 1738), държавен министър, син на Вилхелм Дитрих фон Бюлов (1664 – 1737)
- Кристиана Доротея фон Арним (* 10 март 1701; † 5 април 1724), омъжена за Адолф Фридрих фон Бух († 13 януари 1733)

Георг Абрахам фон Арним се жени втори път на 8 септември 1704 г. за Анна София фон Панвитц (* 1 април 1687; † 21 февруари 1713), дъщеря на обер-йегермайстер Кристиан фон Паневитц. Те имат две дъщери:
- Анна Сабина фон Арним (* 25 февруари 1705; † 12 май 1741), омъжена за Ернст Хартвиг Готлоб фон Легат (в Щрасфурт) (* 1692; † 18 март 1759)
- София Фридерика фон Арним (* 28 юли 1708), омъжена за генерал-майор Рудолф Курт Леберехт фон Лоебен (* 1690; † 22 ноември 1746)

Георг Абрахам фон Арним се жени трети път на 16 септември 1715 г. за Шарлота Юлиана фон Лоебен († 30 април 1745/29 ноември 1747 в Берлин), дъщеря на генерал-лейтенант фрайхер Курт Хилдебранд фон Лоебен цу Хоенцитен (1661 – 1730) и Доротея Юлиана фон Кросигк. Бракът е бездетен.